# Otmuchovská přehradní nádrž
Otmuchovské jezero (Jezioro Otmuchowskie) je přehradní nádrž v Polsku na Kladské Nise. Nachází se u města Otmuchów v Opolském vojvodství, necelých 10 km od českých hranic. Má rozlohu podle výšky hladiny okolo 20 km², největší hloubku 18 m a objem zhruba 140 milionů kubických metrů. Umělá nádrž byla vybudována Němci v roce 1933 jako Staubecken Ottmachau. Přehrada slouží k výrobě elektrické energie i rekreaci (windsurfing), významný je rybolov (candát, štika).